# Zagore Beach
Der Zagore Beach (englisch; bulgarisch Загорски бряг Sagorski brjag) ist ein 4 km langer und im antarktischen Sommer unverschneiter Strand im Südosten der Livingston-Insel im Archipel der Südlichen Shetlandinseln. Er liegt am Ostufer der False Bay, zugleich Westküste der Roschen-Halbinsel, zwischen dem Charity-Gletscher und dem Ruen-Eisfall. Der Ogosta Point liegt in seinem Zentrum.
Die bulgarische Kommission für Antarktische Geographische Namen benannte ihn 2002 nach der historischen Region Sagore im bulgarischen Balkangebirge.